# Korarchaeota
Embranchement
Synonymes
- Xenarchaeota
- Xenarchaea

Classification phylogénétique
- Règne : Archaea
  - Phylum : Crenarchaeota
    - Classe : Thermoprotei

  - Phylum : Euryarchaeota
    - Classe : Archaeoglobi
    - Classe : Halobacteria
    - Classe : Methanobacteria
    - Classe : Methanococci
    - Classe : Methanomicrobia
    - Classe : Methanopyri
    - Classe : Nanohaloarchaea
    - Classe : Thermoplasmata
    - Classe : Thermococci
    - Incertae sedis : ARMAN

  - Phylum : Korarchaeota
    - Genre : Ca. Korarchaeum

  - Phylum : Nanoarchaeota
    - Genre : Nanoarchaeum

  - Phylum : Thaumarchaeota
    - Ordre : Cenarchaeales
    - Ordre : Nitrosopumilales
    - Ordre : Nitrososphaerales

Les Korarchaeota, ou Xenarcheota, sont un embranchement (phylum) d'archées thermophiles mis en évidence par l'analyse de séquences d'ARNr 16S à partir d'échantillons environnementaux provenant de sources chaudes du parc national de Yellowstone.
Ces organismes se seraient différentiés assez tôt des Crenarchaeota et des Euryarchaeota, comme le suggèrent des études génétiques,. Leur diversité phylogénétique semble avoir été sous-tendue par la dispersion géographique et les différences de températures et de salinité des milieux colonisés. Ils ne sont jamais présents en abondance dans les milieux étudiés jusqu'à présent,.

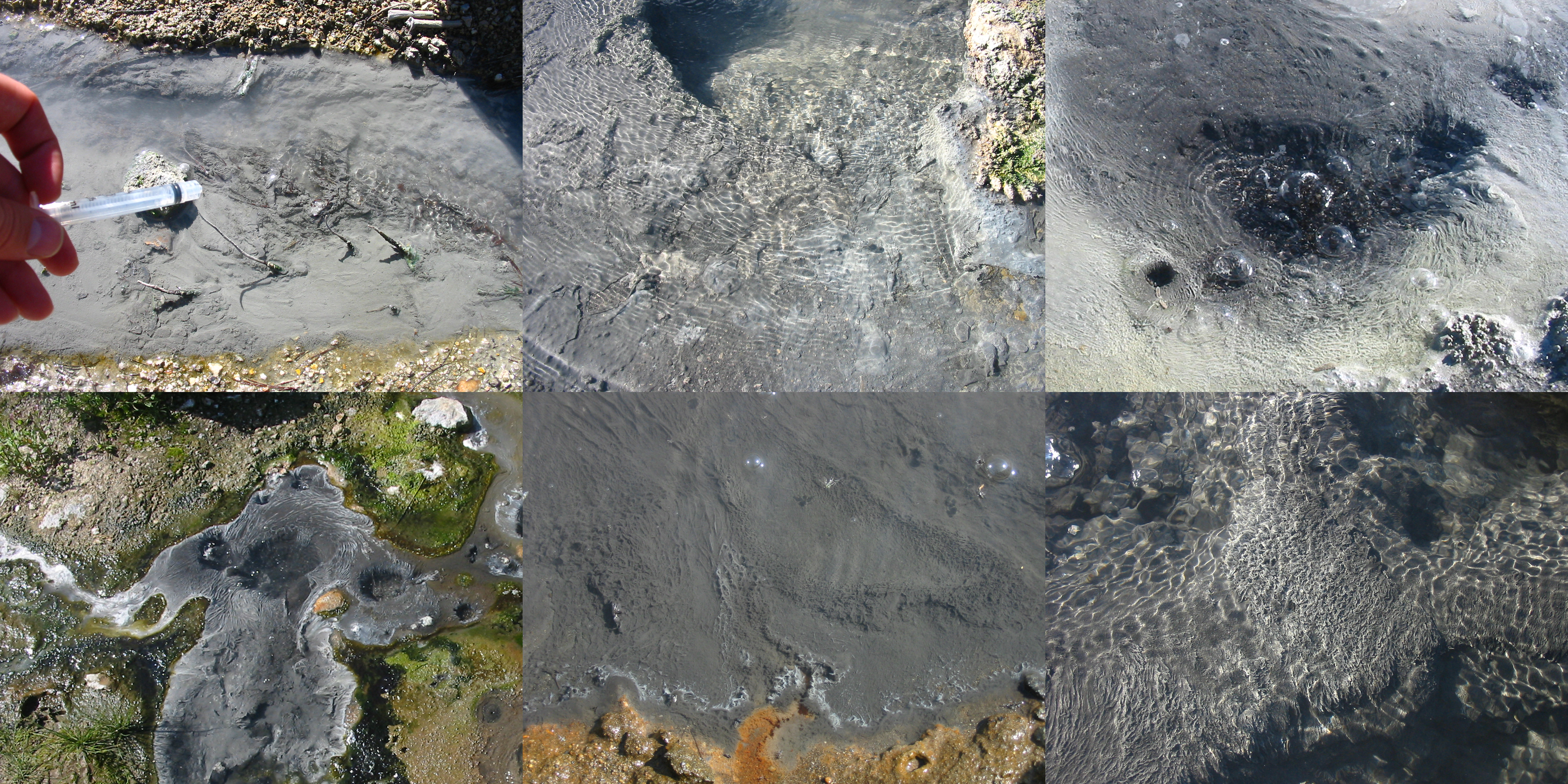
Des Korarchaea ont été trouvées dans chacune des six sources chaudes (dans le sens des aiguilles d'une montre en partant d'en haut à gauche : Uzon4, Uzon7, Uzon8, Uzon9, Mut11, Mut13) étudiées dans le Kamtchatka.

Une seule espèce a été proposée dans cet embranchement : Candidatus Korarchaeum cryptofilum par Elkins et al., 2008.